# Austrosipyloidea carterus
Austrosipyloidea carterus – gatunek straszyka z rodziny Diapheromeridae i podrodziny Necrosciinae. Jedyny z monotypowego rodzaju Austrosipyloidea. Endemit Australii. Żeruje na eukaliptusach.

## Taksonomia
Gatunek ten po raz pierwszy opisał w 1859 roku John Obadiah Westwood pod nazwą Necroscia carterus. W 1908 roku Ludwig Redtenbacher przeniósł ten gatunek do rodzaju Sipyloidea, opisując przy okazji w nim dwa inne gatunki, S. debilitata i S. filiformis. W 2007 roku Paul Brock i Jack Hasenpusch umieścili go w nowym, monotypowym rodzaju Austrosipyloidea, synonimizując z nim dwa gatunki opisane przez Redtenbachera.

## Morfologia
Straszyk o wydłużonym, gładkim ciele osiągającym długość około 110 mm u samic i około 75 mm u samców. Ubarwienie ma jasne z szeroką, czarną pręgą biegnącą wzdłuż całego ciała, tylko na odwłoku nieco wyblakłą. Długość głowy jest niewiele większa od jej szerokości i równa długości przedplecza lub tylko trochę od niego krótsza. Śródplecze jest pociągłe, od czterech do pięciu razy dłuższe od przedplecza. Skrzydła przedniej pary są krótkie. Długość zaplecza jest nico mniejsza niż śródplecza. Skrzydła tylnej pary są stosunkowo długie, jednak nie sięgają wierzchołka piątego lub szóstego segmentu odwłoka. Odnóża są przeciętnej długości, pozbawione uzbrojenia. Płytka subgenitalna samców ma rozszerzony i niemal ścięty wierzchołek. Płytka subgenitalna samic jest przekształcona w operculum. Jego długość jest podobna jak płytki samców i nie sięga ono wierzchołka dziewiątego segmentu odwłoka. Kształt ma ostro zakrzywiony ku zaokrąglonemu szczytowi. Pociągłe przysadki odwłokowe ponad dwukrotnie przekraczają swoją długością rozmiary analnego segmentu odwłoka.
Składane przez samicę jaja mają owalny kształt z kopulasto wysklepionym wieczkiem. Powierzchnia ich chorionu jest gładka. Mają szeroką płytkę mikropylową ciągnącą się przez prawie całą długość grzbietowej strony jaja.

## Występowanie i ekologia
Owad ten jest fitofagiem żerującym na liściach eukaliptusów. Zasiedla suche zadrzewienia eukaliptusowe na terenie kontynentalnej Australii. Występuje w północnej części Australii Zachodniej, na Terytorium Północne, w północnej części Nowej Południowej Walii oraz w Queensland, od jego części północnej po południowo-wschodnią. Zasięg gatunku szacuje się na 4,8 mln km².
Międzynarodowa Unia Ochrony Przyrody sklasyfikowała go w Czerwonej księdze gatunków zagrożonych jako gatunek najmniejszej troski. Potencjalne zagrożenie stanowią dla niego pożary, których częstotliwość w Australii stale rośnie w wyniku globalnego ocieplenia.